# Карлуш Вейга
Карлуш Алберту Ванон де Карвалью Вейга (порт. Carlos Alberto Wahnon de Carvalho Veiga; нар. 27 жовтня 1949) — перший демократично обраний прем'єр-міністр Кабо-Верде.

## Життєпис
Закінчив середню школу в місті Прая, після чого виїхав до Португалії, де 1971 року здобув ступінь у галузі права на юридичному факультеті Університету в Лісабоні.
1972 переїхав до Анголи де працював на державній службі до 1974 року. Після цього повернувся на батьківщину, де отримав адміністративну посаду в міністерстві внутрішніх справ. 1980 року став окружним суддею округу Прая, а від 1981 до 1990 року займався адвокатською діяльністю.
1985 року був обраний депутатом Національної асамблеї. Від 1991 до 2000 року очолював уряд країни. 2001 та 2006 балотувався на пост президента країни, втім обидва рази програв Педру Пірешу.